# Petr Suchý (politik)
Petr Suchý (* 5. prosince 1978 Plzeň) je český politik a ředitel softwarové společnosti, od roku 2010 zastupitel města Plzně, člen TOP 09.

## Život
Po maturitě na Gymnáziu Luďka Pika v Plzni v roce 1996 získal v programu německé spolkové vlády zelenou kartu pro odborníky v informačních technologiích. V Německu následně působil 7 let jako softwarový specialista v přední německé firmě HIW Software Solutions dodávající podnikové informační systémy. Po návratu do Plzně vede softwarovou firmu, která se zabývá vývojem informačních systémů a webových nástrojů. V roce 2012 absolvoval obor mezinárodní vztahy a evropská studia na Metropolitní univerzitě Praha (získal titul Mgr.). Od roku 2012 je také předsedou správní rady obecně prospěšné společnosti Centrum protidrogové prevence a terapie.
Petr Suchý je ženatý a má dvě děti. Žije v Plzni, konkrétně v městském obvodu Plzeň 4.

## Politické působení
Od roku 2009 je členem TOP 09, od roku 2015 ve straně působí také jako předseda Krajské organizace TOP 09 v Plzeňském kraji.
Do komunální politiky vstoupil, když byl za TOP 09 zvolen v komunálních volbách v roce 2010 zastupitelem města Plzně. Kandidoval také do městského obvodu Plzeň 4, v tomto případě ale neuspěl (stal se prvním náhradníkem). Ve volbách v roce 2014 mandát plzeňského zastupitele obhájil. Do zastupitelstva městského obvodu se ale opět nedostal. Působí jako člen Výboru finančního. Od února 2012 je místopředsedou dozorčí rady akciové společnosti Plzeňské městské dopravní podniky.
V krajských volbách v roce 2012 kandidoval jako člen TOP 09 na kandidátce subjektu TOP 09 a Starostové pro Plzeňský kraj do Zastupitelstva Plzeňského kraje, ale neuspěl. Stejně tak neúspěšně skončila i jeho kandidatura za TOP 09 v Plzeňském kraji ve volbách do Poslanecké sněmovny PČR v roce 2013.